# Dương Hoàng Yến
Dương Hoàng Yến (15 de junio de 1991) es una cantante vietnamita.

## Carrera
Dương Hoàng Yến era conocido públicamente desde "Sao Mai Diem Hen Contest 2008" con la perspectiva, cuando ella tenía 17 años. En 2009, Dương se hizo la mejor estudiante pase en la facultad vocal de la Facultad de Artes de Hanói. En 2010, Yến fue invitado a participar en los programas de los Niños del Mundo en Suecia. Ella fue invitado a 2 veces y otras 2 veces a la comunidad vietnamita de Suecia, que en Corea del Sur la invitó al programa de intercambio de arte. Recientemente, Hoang Yen también conocido a través de canciones a horario estelar al aire en VTV como Xuan Dieu Ki (Xuan Tan Mao). Ella ahora se ha graduado de la universidad de las artes y la cultura en Hanói con la puntuación más alta se mantiene y la facultad vocal en la escuela, pero desde que tenía 5 años de edad aprender a jugar, bailar, vivir con los niños. En 2013 Dương Hoàng Yến de nuevo a la audiencia en la voz de Vietnam en el concurso de canto, se convirtió en un fenómeno del programa de invierno y un buen candidato para los precios rematado. A medida que la voz representativa de Vietnam, Dương participó en el tema Let it go en la exitosa película animada Frozen